# Revuelta de la vacuna
La Revuelta de la vacuna o la rebelión de la vacuna, fue un período del desorden civil, que tuvo lugar en la ciudad de Río de Janeiro, Brasil, entre el 10 y el 16 de noviembre de 1904.

## Antecedentes

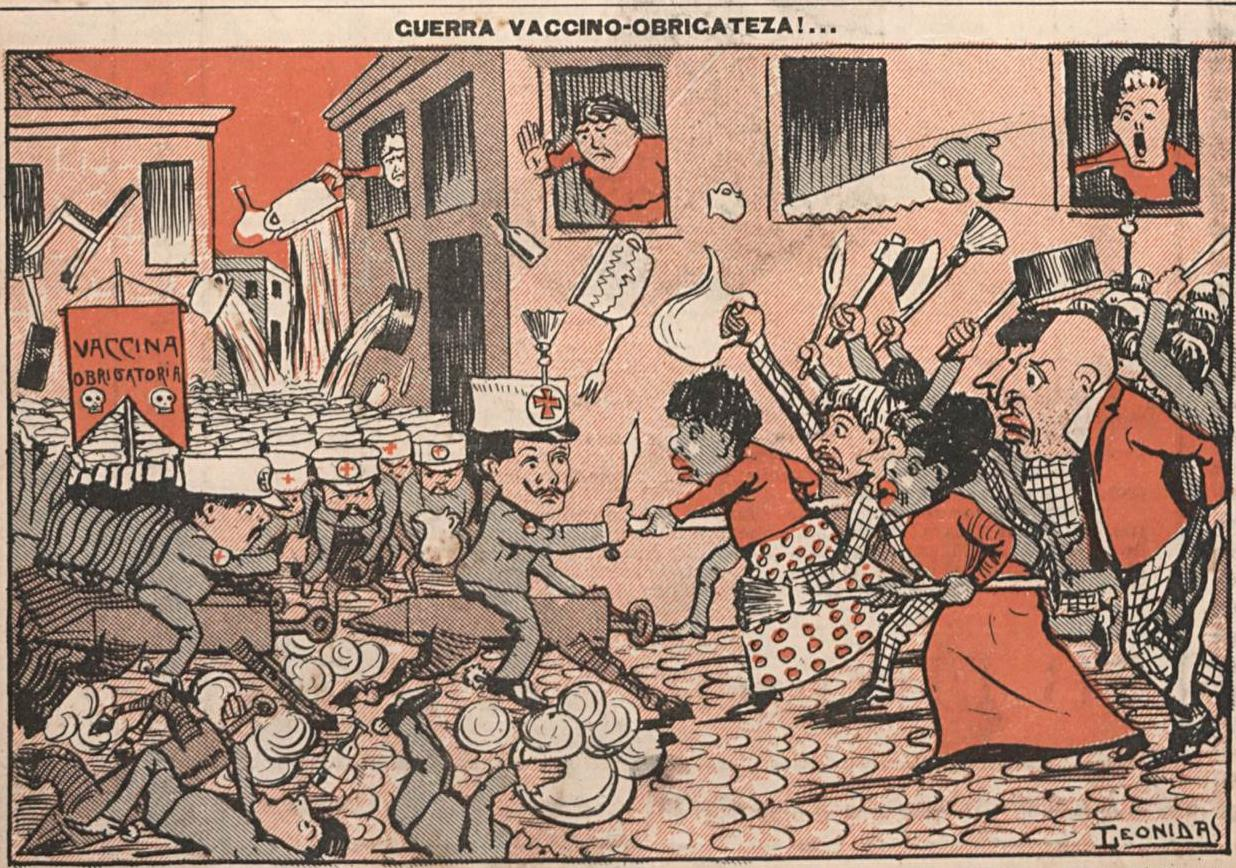
Caricatura de la revuelta publicada en el periódico O Malho.

A principios del siglo XX, la ciudad de Río de Janeiro, en ese entonces capital de Brasil, aunque se destacaba por sus hermosos palacios y mansiones, también sufría de graves carencias en infraestructura, incluyendo insuficiencia de agua y alcantarillado, recolección de basura irregular, y viviendas con gran densidad de población.
En este ambiente proliferaban muchas enfermedades, incluyendo la tuberculosis, el sarampión, el tifus y la lepra. De vez en vez las epidemias de fiebre amarilla, la viruela y la peste bubónica se produjeron. Entre 1897 y 1906, 4.000 inmigrantes europeos murieron en Río de Janeiro a causa de la fiebre amarilla solamente.
A partir de 1902, el presidente Rodrigues Alves se decidió a mejorar la higiene y la modernización de la ciudad. Le dio plenos poderes al alcalde de la ciudad Passos Pereira y al director general de la Salud Pública, el Dr. Oswaldo Cruz para ejecutar amplias mejoras sanitarias.
El alcalde inició un amplio programa de reforma urbana, que se llamaba popularmente la bota Abaixo ("tirar hacia abajo o hacia fuera"), en referencia a la demolición de viejos edificios y casas de la vecindad, con la posterior conversión de los terrenos a avenidas estatales, jardines y casas de lujo y negocios. Miles de pobres se desplazaron a los barrios periféricos.
El Dr. Cruz creó las Brigadas Mata Mosquitos, grupos de trabajadores de los servicios sanitarios, que entraban a las casas con el fin de exterminar a los mosquitos que transmitían la fiebre amarilla. La campaña también trabajó para exterminar a las ratas que transmiten la peste bubónica, trabajó en la distribución del veneno para ratas y su requerido manejo, almacenamiento y la recolección de basura.

## La revuelta popular

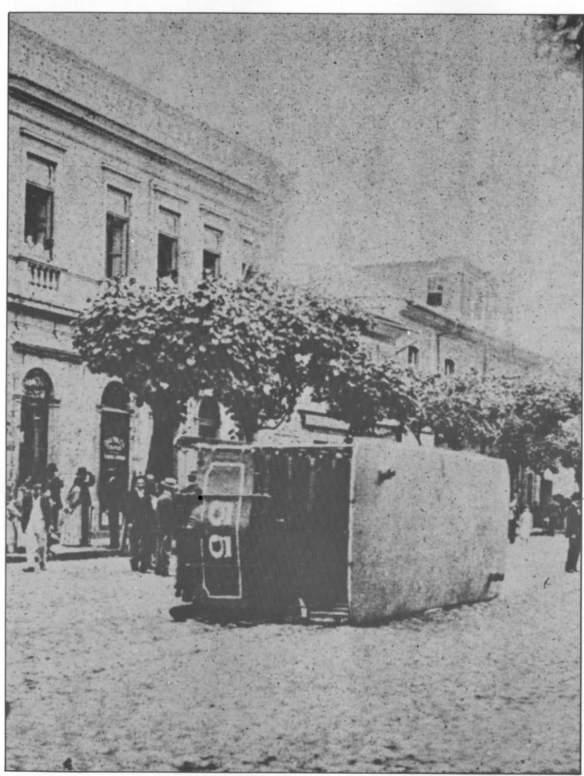
Tranvía volcado durante la revuelta.

Para erradicar la viruela, Cruz convenció al Congreso a aprobar la Ley de vacunación obligatoria (del 31 de octubre de 1904), que permitiría a los trabajadores sanitarios de la brigada, acompañados por la policía, entrar a los hogares para aplicar la vacuna por la fuerza.
La población estaba confundida y descontenta. La ciudad parecía en ruinas, muchas personas habían perdido sus hogares, mientras que otros habían perdido sus casas al ser invadidas por los trabajadores de la salud y por la policía. Artículos en la prensa criticaban la acción del gobierno y hablaban de los posibles riesgos de la vacuna. Además, se rumoreaba que la vacuna tenía que ser aplicada en las "partes íntimas" del cuerpo (o al menos que las mujeres tendrían que desnudarse para ser vacunadas), lo que agravaba la ira de la población, y resultó en una rebelión popular.
La aprobación de la Ley de la vacunación fue la causa próxima de la revuelta: el 5 de noviembre, la oposición creó la Liga Contra la Vacina Obrigatória (Liga contra la vacunación obligatoria).
Desde noviembre 10 al  día 16, la ciudad se convirtió en un campo de batalla. La exaltada población saqueó tiendas, tranvías volcados y quemados, barricadas, sacó las pistas, rompieron los polos, y atacaron a las fuerzas del gobierno con piedras, palos y escombros. El 14 de noviembre, los cadetes de la Escuela Militar de Praia Vermelha (academia militar) también se amotinaron contra las acciones del gobierno. En respuesta, el gobierno suspendió la vacunación obligatoria y declaró un estado de sitio. La rebelión fue contenida, dejando 30 muertos y 110 heridos. Cientos de personas encarceladas fueron deportadas a la región de la frontera de Acre.
Después de que el gobierno retomó el control, el proceso de vacunación reinició, lo que finalmente erradicó la viruela de la ciudad. La comunidad médica internacional en general consideraron los esfuerzos del Dr. Cruz con simpatía considerable: en 1907, el 14 º Congreso Internacional de Higiene y Demografía de Berlín le concedió su medalla de oro.

## En ficción
Scliar; Moacyr - "Sonhos Tropicais" (Tropical Dreams) (Portuguese) Cia das Letras 1992 ISBN 8571642494
"Sonhos Tropicais" an 2001 Film adaptation of cited Scliar's book. Synopsis: in english and in portuguese